# 慈云镇
慈云镇，是中华人民共和国重庆市江津区下辖的一个乡镇级行政单位。

## 行政区划
慈云镇下辖以下地区：
慈音寺社区、刁家社区、凉河村、小园村、一水村和聊月村。